# Tang Lihong
Tang Lihong és una esportista xinesa que va competir en judo, guanyadora de tres medalles al Campionat Asiàtic de Judo entre els anys 1991 i 1995.

## Palmarès internacional
| Campionat Asiàtic | Campionat Asiàtic          | Campionat Asiàtic | Campionat Asiàtic |
| Any               | Lloc                       | Medalla           | Categoria         |
| ----------------- | -------------------------- | ----------------- | ----------------- |
| 1991              | Osaka ( Japó)              | 1                 | –48 kg            |
| 1993              | Macau (Plantilla:Bandera2) | 1                 | –48 kg            |
| 1995              | Nova Delhi ( Índia)        | 3                 | –48 kg            |